# Martin Weis (Ruderer)
Martin Weis (* 25. Dezember 1970 in Aschaffenburg) ist ein ehemaliger deutscher Leichtgewichtsruderer.

## Biografie
Martin Weis, der für den Ruderklub am Wannsee startete, gewann bei den Weltmeisterschaften 1994, 1995 und 1997 jeweils die Bronzemedaille mit dem Leichtgewichts-Vierer ohne Steuermann. Bei den Olympischen Sommerspielen 1996 in Atlanta belegte er in der Regatta mit dem Leichtgewichts-Vierer ohne Steuermann den fünften Platz. Vier Jahre später bei den Spielen in Sydney erreichte er in der gleichen Disziplin mit Roland Händle, Thorsten Schmidt, Marcus Mielke und Björn Spaeter den zwölften Rang.